# آی یوشیکاوا
آی یوشیکاوا (انگلیسی: Ai Yoshikawa؛ زادهٔ ۲۸ اکتبر ۱۹۹۹) بازیگر، خواننده، و بازیگر خردسال اهل ژاپن است.